# Bingacue
Bingacue ist ein Ort in Äquatorialguinea im Süden der Provinz Litoral.

## Geographie
Der Ort liegt im Süden der Provinz im Hinterland der Stadt Bitica an der Mündung des Flusses Río Bingacue in den Río Ndote. Weiter westlich liegt die Siedlung Madyamebe.

## Klima
Nach dem Köppen-Geiger-System zeichnet sich Bingacue durch ein tropisches Klima mit der Kurzbezeichnung Am aus.